# Nazaria Ignacia March Mesa
Nazaria Ignacia od św. Teresy od Jezusa, Nazaria Ignacia March Mesa, właśc. hiszp. Nazaria Ignacia de Santa Teresa March Mesa (ur. 10 stycznia 1889 w Madrycie w Hiszpanii, zm. 6 lipca 1943 w Buenos Aires w Argentynie) – dziewica, założycielka Instytutu Sióstr Misjonarek Krzyżowych Kościoła, święta Kościoła katolickiego.
Urodziła się jako czwarte z jedenaściorga dzieci swoich rodziców. Mając 9 lat w 1898 roku przystąpiła do Komunii Świętej i wraz z rodzicami wyemigrowała do Meksyku.
Wróciła do Hiszpanii i tam w 1912 roku rozpoczęła nowicjat. 

16 czerwca 1925 roku rozpoczęła starania związane z założeniem nowego zgromadzenia, a już 12 lutego 1927 roku założyła świecki Instytut Sióstr Misjonarek Krzyżowych Kościoła (łac. Instituo de las Misioneras Cruzadas de la Iglesia) w Oruro w Boliwii. Formalnie jednak Instytut został zatwierdzony 9 czerwca 1947 przez Piusa XII.
Nazaria Ignacia March Mesa zmarła w opinii świętości.
Została beatyfikowana przez papieża Jana Pawła II 27 września 1992 roku.
26 stycznia 2018 papież Franciszek zatwierdził dekret o cudzie dokonanym za wstawiennictwem błogosławionej, co otworzyło drogę do ogłoszenia jej świętą, zaś 19 maja 2018 podczas konsystorza wyznaczył datę jej kanonizacji.
14 października 2018 została kanonizowana przez papieża Franciszka.